# Cervalces
A Cervalces az emlősök (Mammalia) osztályának párosujjú patások (Artiodactyla) rendjébe, ezen belül a szarvasfélék (Cervidae) családjába és az őzformák (Capreolinae) alcsaládjába tartozó fosszilis nem.

## Rendszerezés
A nembe az alábbi 4 faj tartozik:
- Cervalces carnutorum - pleisztocén kori állat; egyaránt megtalálható volt Európában és Ázsiában.
- Cervalces gallicus - a négy közül a legősibb faj; Európában élt a pliocén és pleisztocén korok idején.
- Cervalces latifrons - Eurázsia területén fordult elő a pleisztocén korban; szinonimák: Cervalces alaskensis, Cervalces borealis, Cervalces roosevelti.[1]
- Cervalces scotti Lydekker, 1898 - a pleisztocén kori Észak-Amerikában élt.[2]

## Fordítás
- Ez a szócikk részben vagy egészben  a   Cervalces című angol Wikipédia-szócikk ezen változatának fordításán alapul.  Az eredeti cikk szerkesztőit annak laptörténete sorolja fel. Ez a jelzés csupán a megfogalmazás eredetét és a szerzői jogokat jelzi, nem szolgál a cikkben szereplő információk forrásmegjelöléseként.